# Camilla Elfving
Camilla Elfving, tidigare Persson, född 23 december 1971 i Stockholm, är ett svenskt medium och författare.

## Biografi
Camilla Elfving anger själv att hon fick uppleva en esoterisk initiatorisk invigning i sina tonår med mängder av utomkroppsliga resor och kontakt med högre medvetanden. Hon har därefter deltagit i kurser bland annat vid Arthur Findlay College(en) i England och nämner mentorer som Maggie Nath, Iris Hall, David Rogers och Steven Upton. Hon utövar olika former av mediumskap som mentalt mediumskap, transmediumskap och vissa former av fysiskt mediumskap. Hon är övertygad om att vi människor är själar i ett evigt liv, som just nu i denna stund är inkarnerade i kroppar på jorden.
Hon genomgick 1995/96 en ettårig utbildning vid RMI-Berghs Kommunikationsinstitut till DRMI och produktionsledare. Hon arbetade mellan 1994 och 2009 som projektledare på flera reklam- och kommunikationsbyråer, men ägnar sig sedan omkring 2016 på heltid åt Elfvinginstitute och Mediumförbundet.
Hon säger sig vara ett medium och driver Elfvinginstitute, ett lärosäte för mediumskap, healing och andlighet. Hon producerar Mediumpodden tillsammans med Vivi Linde. Hon är en av initiativtagarna till Mediumförbundet, där hon (2022) är vice ordförande.
Elfving har utgivit flera böcker, till exempel Medium: ditt liv med andevärlden (2017, ny utgåva 2019). Hon beskriver boken som ett tydligt uppdrag från andevärlden och anges hjälpa den som vill ha kontakt med andevärlden men också vill ha koll på trender och information om mediumskap och healing.